# لاري غودمان
لاري غودمان (بالإنجليزية: Larry Goodman)‏ هو شخصية أعمال أيرلندي، ولد في 15 سبتمبر 1937 في دوندالك في جمهورية أيرلندا.